# Elnora, Indiana
Elnora är en ort i Daviess County i delstaten Indiana, USA.